# Perel Rivan
Cessaire Perel Rivan est un boxeur camerounais, né le 15 juillet 1981.

## Carrière
En 2002, aux championnats d'Afrique junior organisés à Douala, il s'impose dans la catégorie des -60 kg en remportant tous ses combats avant la limite. Le trophée du meilleur boxeur des championnats lui est également décerné.
Il obtient une médaille de bronze dans la catégorie des poids légers (-60 kg) aux Jeux africains de 2003, organisés à Niamey.
Il est éliminé dès les 16e de finale des Jeux du Commonwealth de 2006 par le botswanais Herbert Nkabiti, dans la catégorie des poids super-légers (-64 kg).